# Warloy-Baillon
Warloy-Baillon is een gemeente in het Franse departement Somme (regio Hauts-de-France) en telt 734 inwoners (2005). De plaats maakt deel uit van het arrondissement Amiens.

## Geografie
De oppervlakte van Warloy-Baillon bedraagt 15,3 km², de bevolkingsdichtheid is 48,0 inwoners per km².
De onderstaande kaart toont de ligging van Warloy-Baillon met de belangrijkste infrastructuur en aangrenzende gemeenten.

## Demografie
Onderstaande figuur toont het verloop van het inwonertal (bron: INSEE-tellingen).

## Externe links

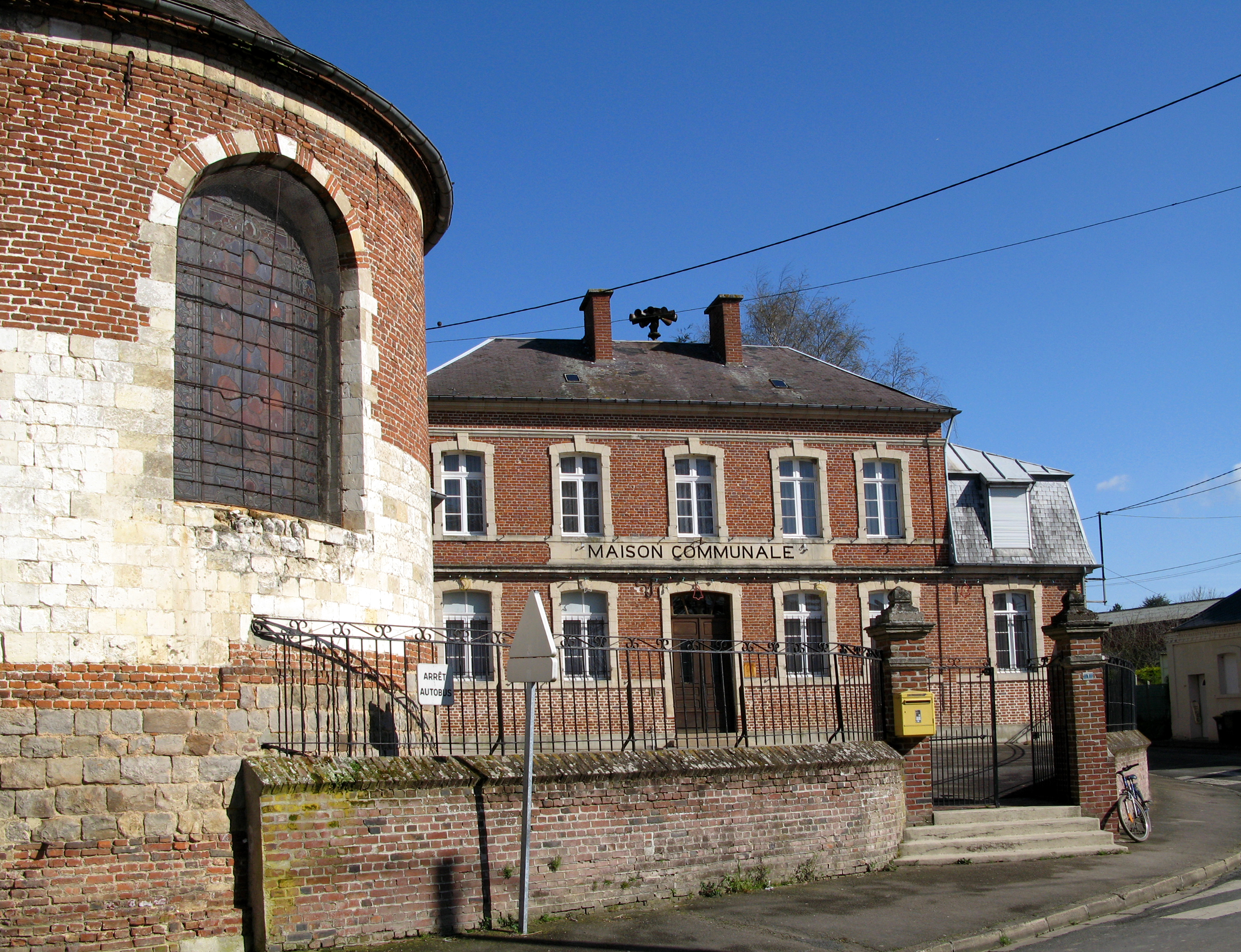
Mairie
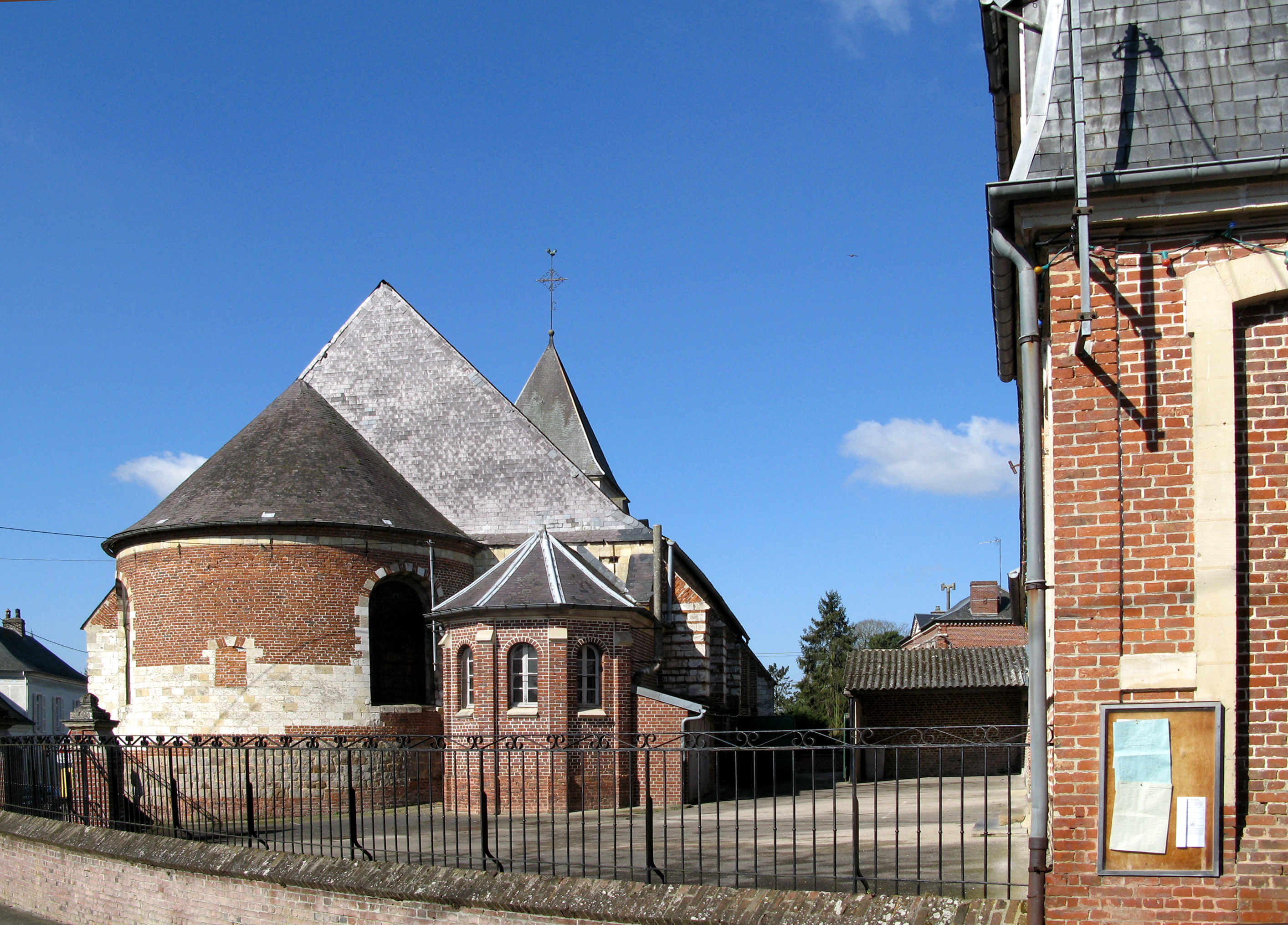
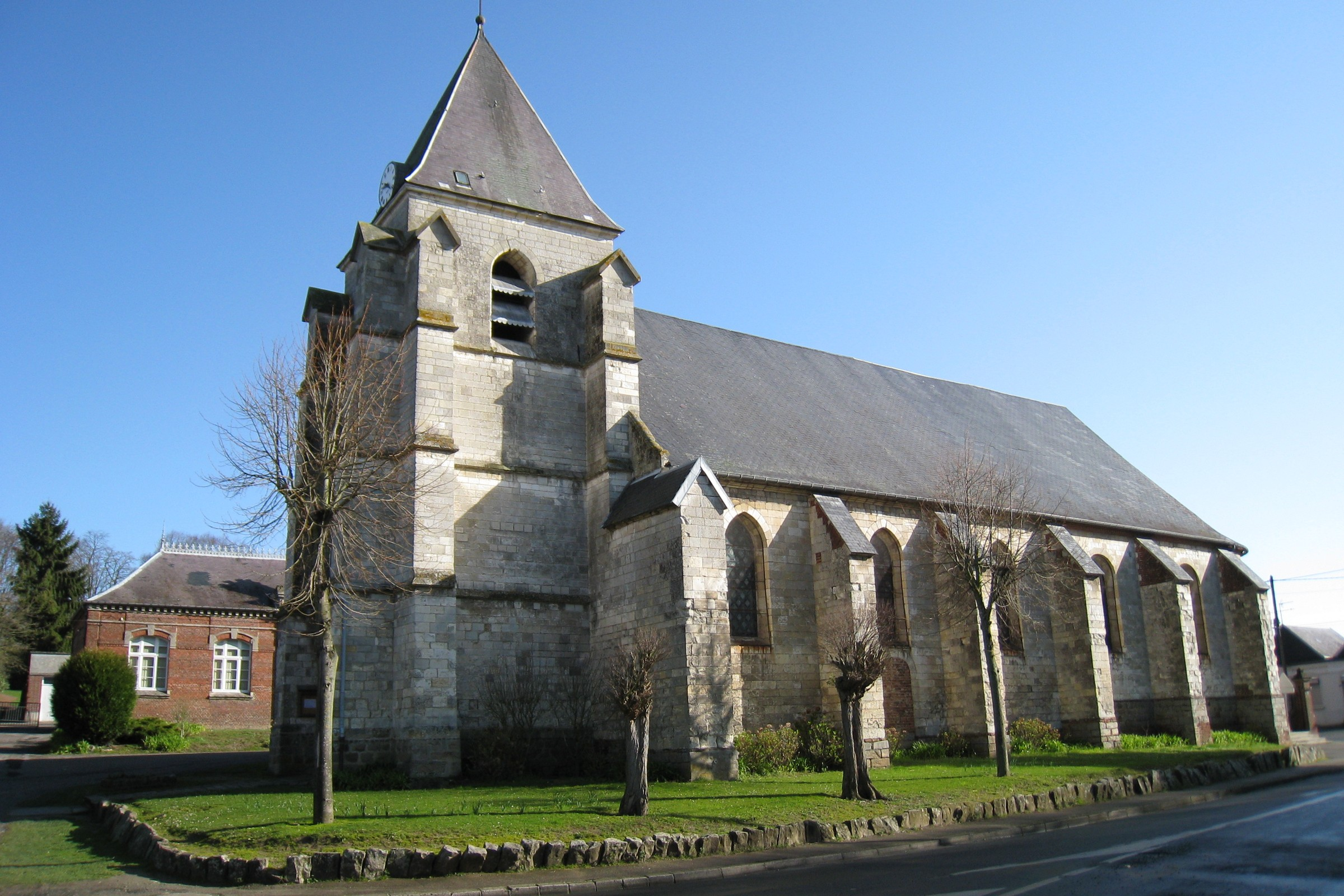